# كريستل هامان
كريستل هامان (بالألمانية: Christel Hamann)‏ هو مهندس ألماني، ولد في 27 فبراير 1870، وتوفي في 9 يونيو 1948 في برلين في ألمانيا.